# Потуторский сельский совет
Потуторский сельский совет (укр. Потуторська сільська рада) — входит в состав
Бережанского района
Тернопольской области
Украины.
Административный центр сельского совета находится в 
с. Потуторы.

## Населённые пункты совета
- с. Потуторы